# باشگاه نانوایان زندان اوین
باشگاه نانوایان زندان اوین کتابی است از سپیده قلیان. این کتاب به تجربیات شخصی و جمعیِ نویسنده و دیگر زندانیان سیاسی و اجتماعی در زندان اوین پرداخته و راویِ شرایط دشوارِ زندان و همبستگی زندانیان از طریق پختِ نان است. این کتاب نشان‌دهندهٔ روحیه انسان‌دوستی و مبارزه برای حفظ کرامت انسانی در شرایط دشوار زندان است.

## تاریخچه و انتشار
کتاب باشگاه نانوایان زندان اوین در سال ۱۴۰۳ هجری شمسی (۲۰۲۴ میلادی) به زبان فارسی منتشر شد. این کتاب با قلم سپیده قلیان، که خود تجربه طولانی حبس در زندان اوین را دارد، نوشته شده است. کتاب شامل بخش‌هایی از خاطرات شخصی قلیان و سایر زندانیان است که در قالب داستان‌هایی از مقاومت، سرکوب و همبستگی در داخل زندان روایت می‌شود. متون کتاب در شرایطی که قلیان در زندان بود به طور مخفیانه جمع‌آوری و سپس منتشر شد. نسخهٔ انگلیسی کتاب نیز در سال ۱۴۰۴ (۲۰۲۵ میلادی) توسط ناشر بین‌المللی Oneworld منتشر شد.

## محتوای کتاب
کتاب شامل ۱۶ فصل است که هر فصل به یکی از زندانیان سیاسی و اجتماعی اختصاص دارد و داستان‌های آن‌ها را روایت می‌کند. در هر فصل، علاوه بر داستان‌های انسانی و تجربیات زندانیان، دستورهای پخت نان و غذاهای ساده نیز گنجانده شده است. این بخش‌ها به نماد مقاومت و همبستگی بین زندانیان تبدیل شده‌اند. کتاب نشان‌دهندهٔ انسانیت و روحیه مقاومت در برابر فشارها و شکنجه‌های زندان است.

## تأثیرات و بازتاب‌ها
این کتاب توجه بسیاری از سازمان‌های حقوق بشری و رسانه‌های بین‌المللی را جلب کرده است. بسیاری از منتقدان و فعالان حقوق بشر این کتاب را به عنوان یک شاهد عینی از وضعیت زندانیان سیاسی و نقض حقوق بشر در ایران ارزیابی کرده‌اند. کتاب همچنین به‌عنوان یک نمونه از مقاومت در برابر سرکوب‌های سیاسی و اجتماعی شناخته می‌شود